# 구전
구전(口傳:입으로 전하다), 또는 구비(口碑)은 어떤 사회에서 역사나 문학작품, 법률 또는 지식 따위를 글이나 문자를 쓰지 않고 대대로 전승하는 방법이다. 문자가 발명되기 전이나, 글의 혜택에서 소외된 계층에서 이루어진 전승법이다. 서양에는 호메로스의 《일리아스》나 《오디세이아》 같은 서사시가 있고, 한국에는 판소리나 무가 등이 해당된다.

## 구전의 발생
인류가 아직 문자를 갖지 못한 때에도 언어는 존재했으며 언어를 가지고 줄거리 있는 이야기를 하면 서사(敍事)가 되고, 감정과 정서를 노래하면 서정시가(敍情詩歌)가 되었다. 따라서 문자가 없었던 고대인은 의사 표시를 언어에 의존했는데 태고의 원시 문학은 애초에 이야기가 되고, 노래로 불려온 전송(傳誦)의 문학이었다.
이렇게 단순히 언어로써 의사를 전달하던 시대를 구비 시대라 하고, 언어로써 전달되던 문학을 구비 문학이라 한다. 이 구비 문학은 발생의 시대도 알 수 없고 작자도 정해진 것이 아니며, 입에서 입으로 전송되는 순간에 자연스럽게 변형된 문학으로 유동적인 성격을 띤 유동 문학이기도 하다. 고대의 문학자라고 할 수 있는 송자(誦者)는 언어로써 자기의 감정과 정서를 표현하였고, 또 자기의 창작적 욕망을 충족시킬 수밖에 없었다.
한편 이야기는 말하는 사람인 화자(話者)의 뜻에 따라 변형되고, 노래 또한 창자(唱者)의 감정에 따라 고쳐지면서 오랫동안 이 구비 문학기를 형성하게 된 것이다. 문자의 사용과 함께 이 문학의 원초적 유산(遺産)들은 어떤 기회에 문자로 기록되고 문헌으로 나타나면서 비로소 고정된 모양으로 정착되어 이른바 본격 문학기를 맞게 되었다. 이 구비 문학기에 각 부족이나 나라에는 자기네의 신화·전설·설화를 외던 사람이 있었을 것이다. 문자의 전래와 함께 이를 사용·기록하게 된 때부터 이를 문자로 정착시켰다고 할 수 있다.

## 밀먼 페리와 앨버트 로드
밀먼 페리는 "호메로스가 누구인가"라는 의문을 처음 제시했다. 그는 그의 서사시의 구조를 보면 구전이 되기 좋도록 되어 있다고 보고, 호메로스가 혼자 글을 쓴 것이 아니라 구전되어 오던 이야기를 문자화했다고 본다.

## 비판과 쟁점
가장 비판이 되고 있는 것은 구전을 통해 얼마나 원래의 형태가 유지되느냐 하는 "안정성"의 문제이다. 사람의 기억은 완전할 수는 없기에, 입에서 입으로 옮겨지면 옮겨갈 수록 내용의 첨삭이나 변형, 삭제가 되고 나중에는 완전히 다른 내용이 되어버릴 가능성이 있다. 전래동화의 내용들이 비슷한 전개를 가지고 있음에도, 그 전개를 이어나가는 방식이 지역마다 다르거나, 같은 전래동화를 알고 있지만 사람마다 그 전래동화에서 나오는 물건이나 등장인물의 직업 등이 바뀌어서 이야기하는 이유 중 하나로 구전이 주로 언급된다.
이 내용의 첨삭이나 변형, 삭제의 영향을 받을 때 생기는 가장 큰 문제점은 역사 왜곡이다. 역사를 구전으로 전승하는 경우 역사를 입에서 입으로 옮기면 그 과정에서 첨삭과 변형, 삭제가 일어나 정확한 역사를 전수해주기 힘들다.

## 구전을 하는 직업들
- 그리오 (en:Griot)
- 다스탄고이 (en:Dastangoi)
- 음유시가 (en:Bard)
- 판소리꾼

## 같이 보기
- 하디스
- 구술 역사
- 불문법
- 판차탄트라